# The Beatles: Get Back (libro)
The Beatles: Get Back è un libro del 2021 pubblicato in concomitanza con la distribuzione dell'omonima serie documentaristica sul gruppo musicale britannico The Beatles. Pubblicato in inglese da Callaway Arts & Entertainment e Apple Corps Ltd, la versione tradotta in italiano è stata pubblicata da Mondadori.

## Descrizione
Pubblicato in grande formato e con immagini inedite, tra cui foto di Ethan A. Russell e Linda McCartney, il libro include la prefazione di Peter Jackson e un'introduzione di Hanif Kureishi. I Beatles si raccontano attraverso le loro stesse parole. In 240 pagine viene racconta la storia della creazione dell'album Let It Be nel gennaio 1969. È notevole infatti la presenza della trascrizione delle conversazioni originali, effettuata da John Harris, di John, Paul, George e Ringo durante le 120 ore di registrazione delle sessioni in studio della band durante il progetto Get Back/Let It Be.